# Raine Karp

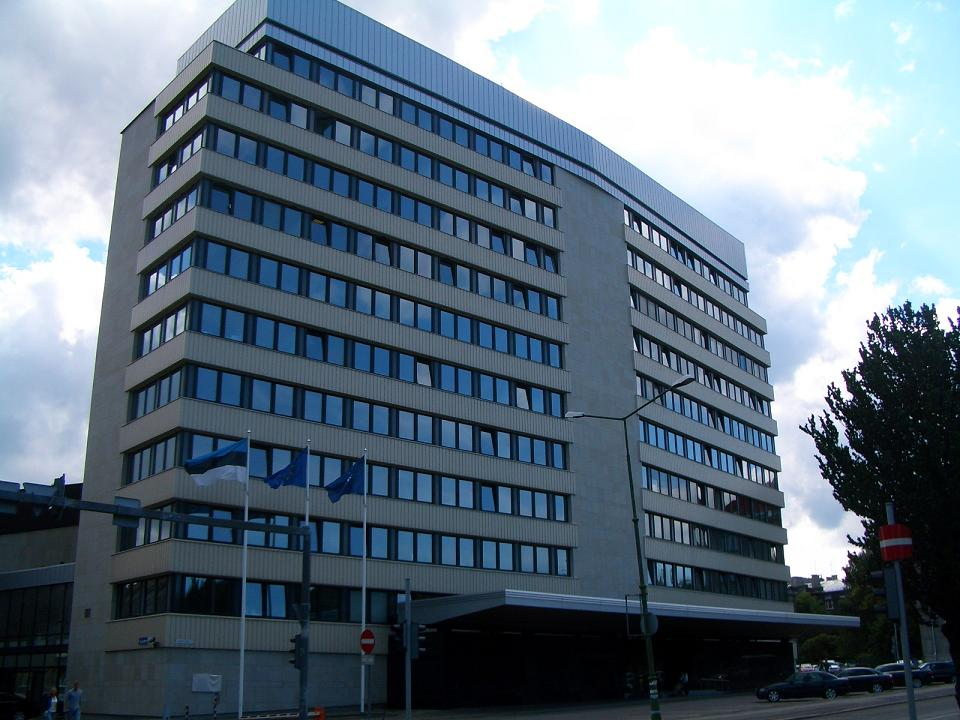
Estonské ministerstvo zahraničí

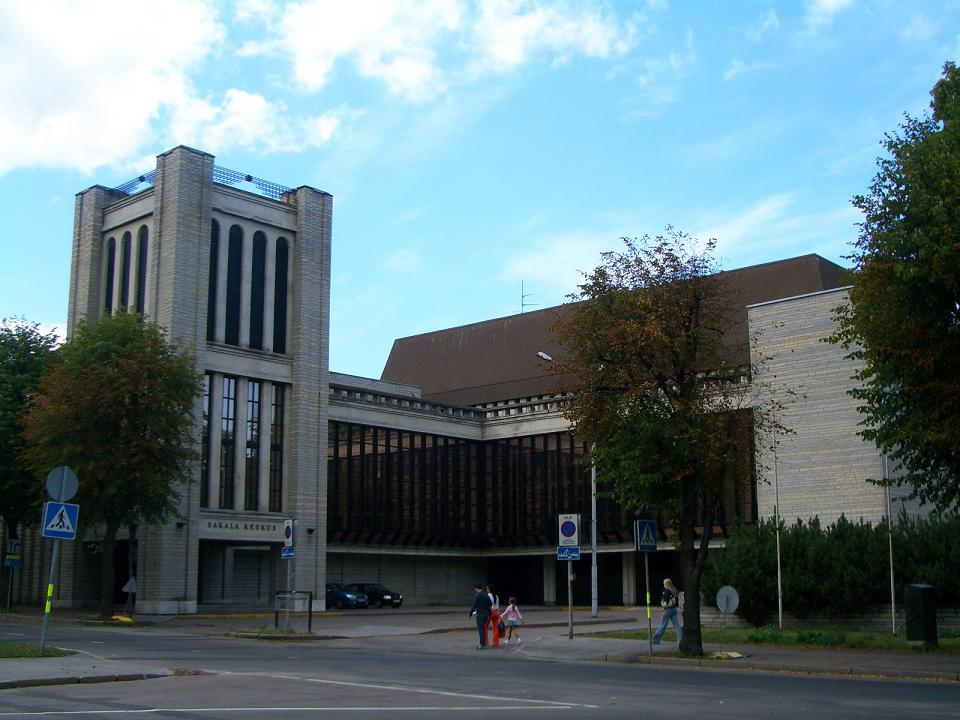
Konferenční centrum Sakala, původně budova politické školy. Většina budovy byla v roce 2007 stržena. Zůstala pouze věž

Raine Karp (* 23. července 1939 Tallinn) je estonský architekt.

## Život
Raine Karp ukončil studium architektury na Státním uměleckém institutu Estonské SSR (estonsky Eesti NSV Riiklik Kunstiinstituut). Od roku 1963 až do roku 1990 byl zaměstnán ve státní architektonické kanceláři Eesti Projekt. Poté založil vlastní soukromou kancelář.
Raine Karp je znám svými monumentálními stavbami, zpočátku inspirovanými finskou modernou, později postmodernismem. Jeho stavby výrazně ovlivnily výraz města v dobách Sovětského svazu. V roce 1978 mu byl propůjčen titul „Zasloužilý architekt Estonské SSR“.

## Významné projekty
výběr
- 9patrové obytné domy v městské části Mustamäe, Vilde tee 68 a 70, 1966–1970)
- sportovní budovy Technické univerzity Tallinn (1970–1975)
- centrála Komunistické strany Estonska, dnes sídlo estonského ministerstva zahraničí (spolupráce Mart Port a Olga Končajeva, 1964–1968)
- tallinnský hlavní poštovní úřad (spolupráce Mati Raigna, 1974–1980)
- multifunkční hala Linnahall (spolupráce Riina Altmäe, 1975–1980)
- konferenční centrum Sakala (Tallinn, 1982–1985; stržena)
- Národní knihovna Estonska (Tallinn, 1983–1993)